# Руандийская кухня
Кухня Руанды — традиционная кухня народов Руанды. Национальная кухня Руанды почти не попала под влияние извне и большая часть блюд местные.

## Предыстория
Основные блюда Руанды включают бананы, бобовые, сладкий картофель, фасоль и маниоку. Исторически в рационе твы и хуту было много овощей и не хватало животного белка из-за небольшого количества потребляемых продуктов животного происхождения. Тутси традиционно были скотоводами и потребляли большее количество молока и молочных продуктов. Большинство жителей Руанды зависят от фермерства.
В наши дни все руандийцы едят мясо. Для тех, кто живет рядом с озёрами и имеет доступ к рыбе, популярна тилапия. Картофель, который, как считается, был завезен в Руанду немецкими и бельгийскими колонистами, сейчас очень популярен и выращивается в городах Гитарама и Бутаре.

## Национальные блюда

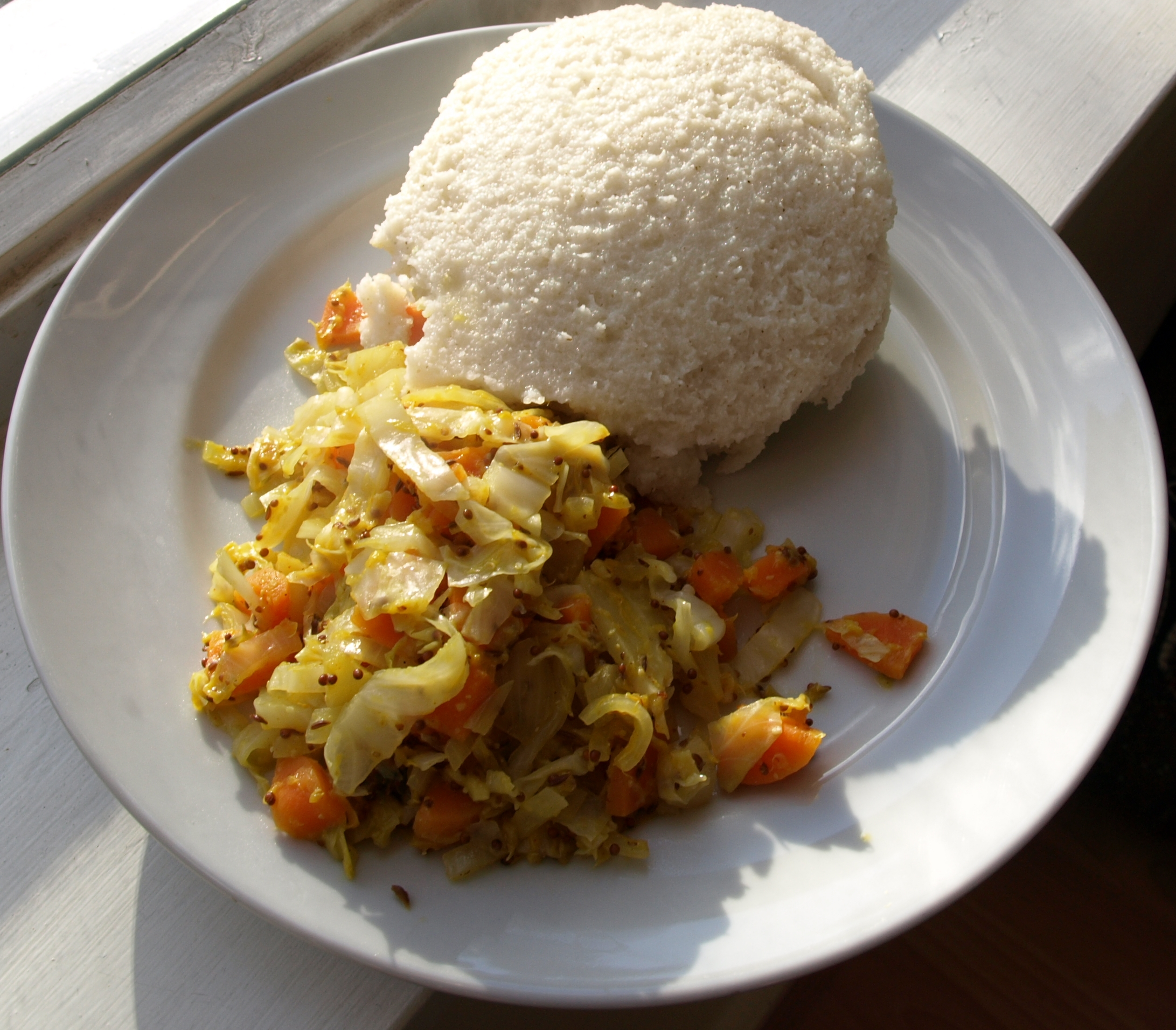
Тарелка с угали и капустой

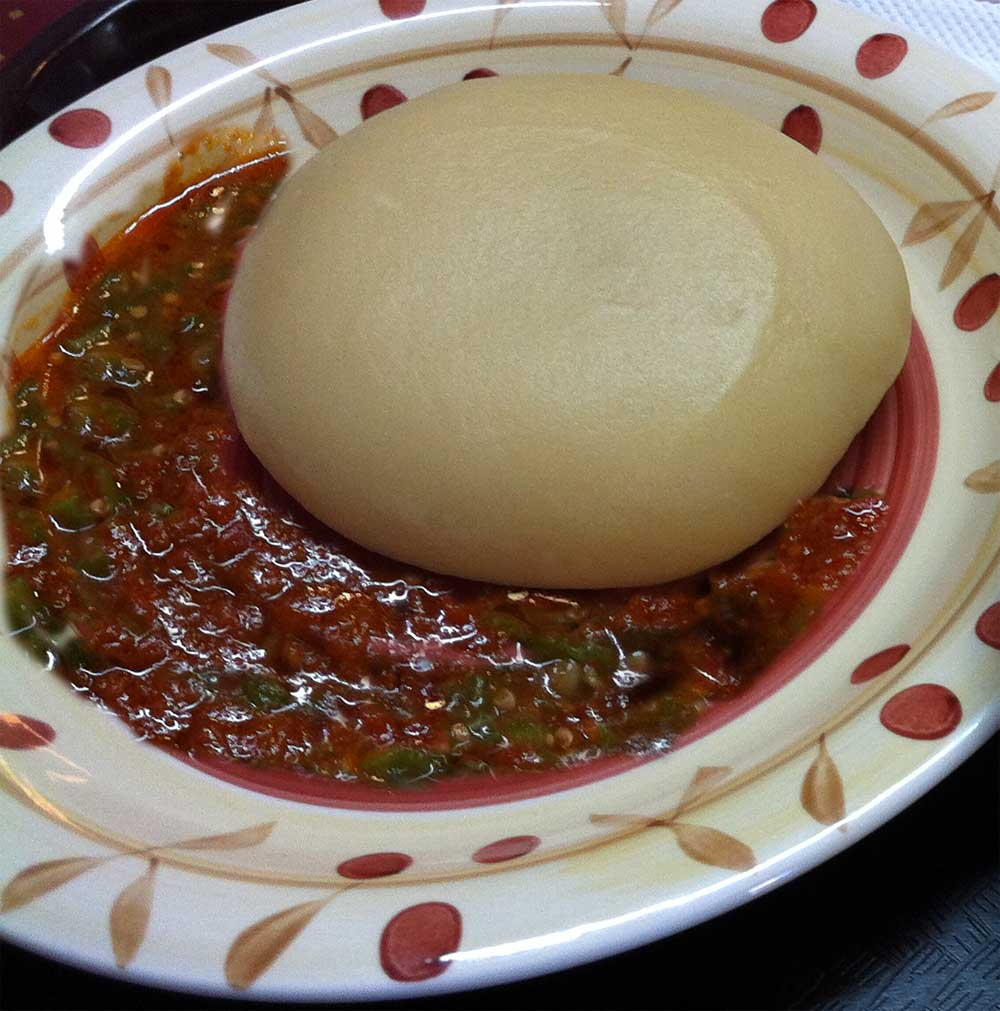
Угали с тушеным мясом

Различные блюда эволюционировали из ассортимента основных продуктов питания. 

### Первые блюда
Угали — это паста из кукурузы и воды, образующая консистенцию каши, которую едят по всей Восточной Африке.
Изомбе — сделан из пюре, листьев маниоки и подаётся с сушенной рыбой.
Матоке — блюдо, приготовленное из запечённых или приготовленных на пару бананов.
Ибихаза — готовится из тыквы, нарезанной кусочками, смешанной с фасолью и отваренной без очистки.

### Салаты
Качумбари — салат из помидоров с луком и перцем чили.

## Напитки
Молоко — распространенный напиток среди руандийцев. 
Игикома, также известная как каша, является обычным напитком на завтрак, который употребляют спортсмены и кормящие матери. 
Другие популярные напитки в Руанде включают фруктовые соки, вино, пиво и газировку. Коммерческие сорта пива, которые пьют в Руанде, включают Primus, Mützig и Amstel. 
Икивугуто — ферментированный йогурт, является традиционным напитком по всей стране. 

### Алкоголь
Пиво используется в традиционных ритуалах и церемониях и, как правило, употребляется только мужчинами.
Урвагва, или Банановое пиво — пиво, приготовленное из сброженного сока бананов, смешанного с обжаренной мукой из сорго.
Икигаге — алкогольный напиток, приготовленный из сухого сорго, который, как считается, обладает лечебными свойствами. 
Убуки — готовится из ферментированного мёда с 12-процентным содержанием алкоголя.

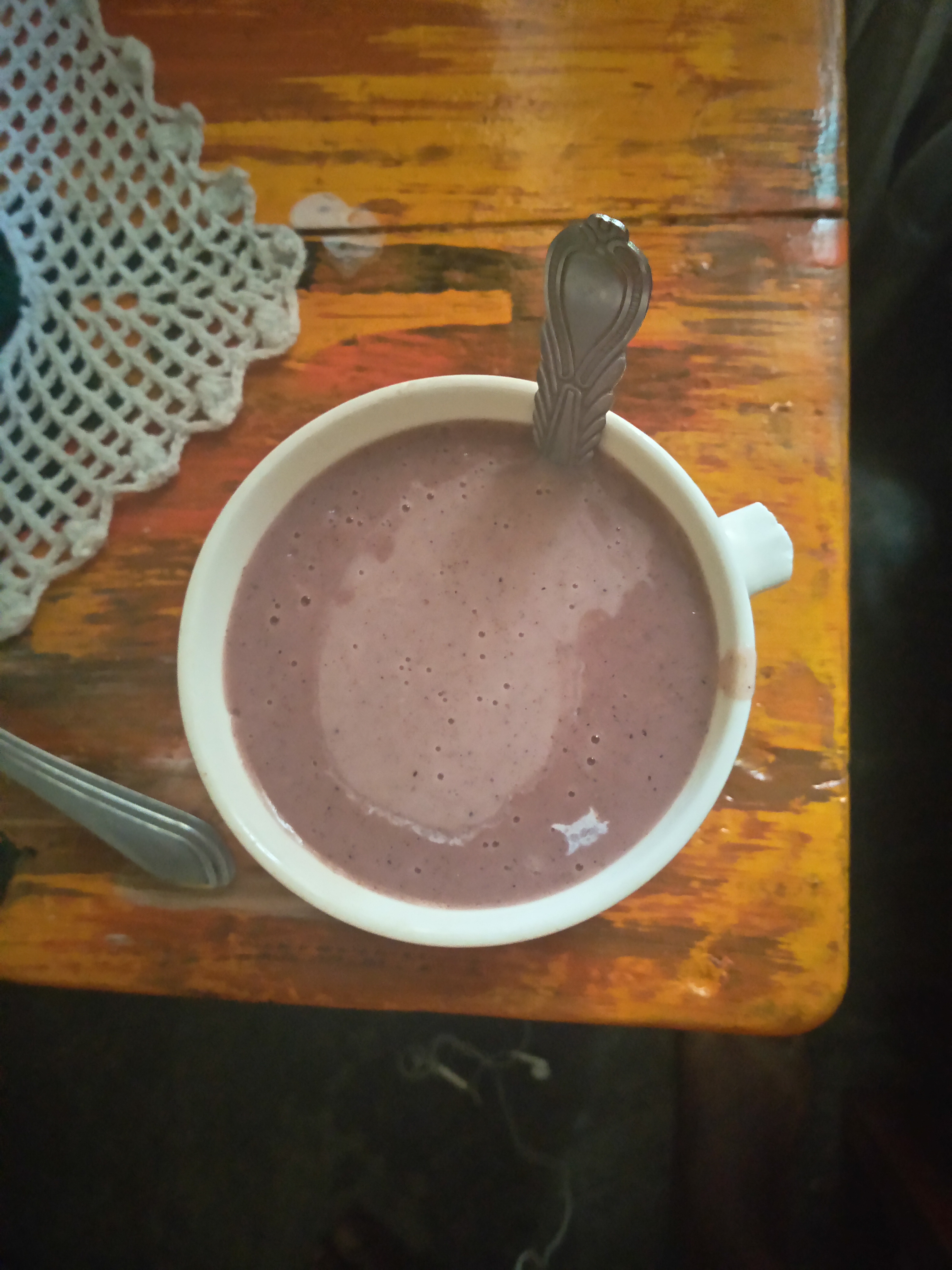
Игикома